# 이한규 (1864년)
이한규(李漢奎, 1864년 6월 15일 ~ ?)은 조선 말과 대한제국의 무신, 군인이다. 자와 호는 미상이고, 본관은 우계(羽溪)이다.
1891년(고종 28년) 7월 22일 무과(武科)에 급제했는데 무과방목에는 이름이 나타나지 않고, 승정원일기 기사에 1891년의 문무과 합격자를 시상할 때 시상자의 한 사람으로 참여한 기록이 나타난다. 1902년(광무 6년) 9월 10일 광제원 사무위원(廣濟院事務委員)에 위촉되었다. 최종 관직은 통훈대부 행승정원선전관이었다.

## 생애
할아버지는 통덕랑 이문석(李文碩)이고, 아버지는 이하영(李夏榮)이며 어머니는 서산정씨 첨정 정호(鄭浩)의 딸 혹은 전주최씨 최숭온(崔崇溫)의 딸인데 불분명하다. 형 또는 배다른 형은 이한익(李漢翊), 이한용이다.
그의 선대는 이지방의 후손으로, 충장공 이복남(李福男)의 10대손이며 대대로 무관 가계로, 경기도 광주군 언주면 신원리, 원지리 일대(현, 서울특별시 서초구 원지동, 신원동)와 낙생면 대장리(현, 성남시 분당구 대장동)에 세거하였다. 자세한 사연은 알 수 없으나 5대조 이명구(李命耈)부터는 행적 기록이 빈약하며, 할아버지 이문석과 청주한씨, 아버지 이하영과 이하영의 본처 서산정씨, 형 또는 배다른형으로 추정되는 이한익의 본처로 형수 전주이씨의 묘소는 모두 황해도 금천군에 있다. 족보에는 그의 자와 호에 대한 기록이 없다.
그와 비슷한 시대에 살던 동명이인으로 1866년에 구례현감을 역임한 이한규와 1875년 무과 급제자인데 이름을 개명한 이한규, 1887년에 오위장(정3품)직에 임명된 동명이인의 이한규가 있다.
1891년(고종 28년) 7월 22일 무과(武科)에 급제했는데, 무과방목에는 그의 이름이 없다. 승정원일기의 고종 28년 신묘(1891) 7월 22일자 61번째 기사에 문무과(文武科) 신은(新恩)이 사은할 때 계단 아래에 20번째로 섰다.
1893년(고종 30년) 7월 28일 선전관이 되고 그해의 문묘 석전제에 참여하였으며, 8월 8일 문묘 석전제 때의 춘방과 계방 이하의 별단을 고종의 명으로 시상할 때, 선전관에 다시 잉임(仍任)되고 승륙(陞六)되었다.
8월 28일 고종이 수릉에 친히 제사지내고 건원릉, 목릉, 원릉 등에 참배할 때 배종한 공로로 춘방과 계방 이하의 별단을 시상할 때, 아마(兒馬) 1필을 사급받았다. 9월 19일 고종의 북관왕묘 전작례에 배위 대축(配位大祝)으로 참여, 찬례 이하의 별단을 시상할 때 아마(兒馬) 1필을 사급받았다.
12월 25일 병비로 선전관에 임명되고 12월 26일 다시 병비로 선전관에 임명되었다. 1894년(고종 31년) 2월 9일 왕세자 척이 당에 앉아 축하받을 때 및 진연과 회연에 참여한 별단을 고종의 명으로 시상할 때, 3품관에 임명되었다.
1894년(고종 31) 7월 3일 훈련원 판관이 되고 1902년(광무 6년) 9월 10일 광제원 사무위원(廣濟院事務委員)의 한 사람에 임명되었다. 최종 관직은 통훈대부에 이르렀다. 사망 일자와 사망 원인은 미상이며, 묘소는 화선(化仙)에 있다.

## 가족 관계
- 아버지 : 이하영(李河榮, 1818년 3월 16일 ~ ?년 1월 8일)
- 어머니 : 서산정씨(?년 6월 5일), 첨정 정호의 딸
- 어머니 : 전주최씨(?년 4월 17일 ~ ?년 3월 18일), 최숭온(崔崇溫)의 딸
  - 형 : 이한익(李漢翊, 1855년 10월 18일 ~ 1931년 8월 10일)
  - 형 : 이한용(李漢龍, ? ~ ?) 또는 이한용(李漢容)
  - 동생 : 이한승(李漢承)
- 부인 : 광산김씨(? ~ ?년 2월 17일)
  - 아들 : 이정근(李貞根, 1890년 5월 19일 ~ 1974년 1월 4일)
  - 며느리 : 평창이씨(? ~ ?년 11월 19일)
  - 며느리 : 양주조씨(1902년 1월 18일 ~ 1982년 7월 22일)

## 같이 보기
- 이한익
- 이한용
- 이항눌